# Konzum
Konzum plus d.o.o., hrvatski je maloprodajni trgovački lanac osnovan 1957.
Zapošljava više od 10 000 ljudi, a u Hrvatskoj ima više od 600 prodavaonica. Prisutan je u preko 300 gradova i naselja u unutrašnjosti, na obali i otocima. U Konzumu dnevno kupuje više od 500 000 potrošača (2022.). Konzum je prvi trgovac u Hrvatskoj koji je uveo uslugu internetske prodaje i dostave do vrata, a online prodavaonica ima više od 155 000 registriranih korisnika (2022.) te pokriva šire područje Grada Zagreba, Splita, Zadra, Rijeke, Osijeka, Đakova, Vukovara i Vinkovaca. Ukupan prihod Konzuma od prodaje u 2021. godini iznosio je 10,423 milijardi kuna.
Od 1. travnja 2019. godine poduzeće Konzum d.d. posluje kao Konzum plus d.o.o. Jedini je osnivač društva Konzum plus d.o.o. društvo Fortenova grupa.

## Povijest
- 1957. Konzum otvara prvu samoposlugu u Zagrebu na adresi Ilica 22, ujedno i prvu samoposlugu u SFRJ.[10].
- 1970. Konzum prerasta u maloprodajni lanac trgovina pod novim imenom - Unikonzum.[11]

- 1995. Unikonzum ponovno postaje Konzum. Otvara se Super Konzum Vukovarska[12] — prvi supermarket koji posluje po zapadnoeuropskim standardima, na križanju Ulice grada Vukovara i Donjih Svetica u Zagrebu.[13]
- 2000. Konzumova maloprodajna mreža se širi te se otvaraju prve prodavaonice izvan Zagreba. Otvoren LDC Zagreb, najveći logističko-distributivni centar u Hrvatskoj i okolici.
- 2001. Otvoreni su prvi veleprodajni centri u Zagrebu, Rijeci i Varaždinu.
- 2002. Pokrenut je prvi program nagrađivanja vjernosti kupaca u Hrvatskoj – Konzum Plus Card kartica. Uvedena je usluga online kupnje u Konzumovoj Internet prodavaonici.
- 2003. Predstavljen Velpro, brand u veleprodajnom segmentu poslovanja.[14]
- 2004. Konzum mijenja logo. Zahvaljujući daljnjem širenju mreže prodavaonica, Konzum je prisutan u svim hrvatskim hrvatskim županijama.
- 2009. Konzum je prvi trgovački lanac koji u prodavaonice uvodi uslugu plaćanja računa s 2D crtičnim kodom. Otvoren novi logističko-distributivni centar u Zagrebu s dodatnih 36 000 m2 skladišnog prostora. U svim maloprodajnim i skladišnim objektima Konzum je uveo sustav samokontrole prema načelima HACCP-ova sustava za sigurnost hrane.
- 2010. Konzum s partnerima pokreće MultiPlusCard, prvi koalicijski program nagrađivanja vjernosti. Otvorena je Konzum Akademija, centar za izbor i izobrazbu zaposlenika. Otvoren je interni organoleptički laboratorij za kontrolu kvalitete robnih marki. Uveden je sustav upravljanja okolišem prema zahtjevima međunarodne norme ISO 14001.
- 2011. U Dugopolju je otvoren novi logističko-distributivni centar LDC Dalmatina na površini od 85 000 m2. Započeta implementacija softvera Oracle Retail,  tehnološkog rješenja za maloprodaju i veleprodaju. U prodavaonice većih formata postavljene prve samoposlužne blagajne[15].
- 2014. Otvorene su benzinske postaje Konzum benz. Uvedena je usluga Pokupi za preuzimanje naručenih proizvoda, a u prodavaonicama su postavljena pametna kolica Konzum Express. Uvedeni su i kuponi na računima i Konzum poklon kartice, usluge m-Plaćanje te beskontaktno plaćanje. Predstavljena je i Konzum mobilna aplikacija. Uveden je sustav upravljanja sigurnošću hrane prema zahtjevima međunarodne norme ISO 22000.
- 2015. Predstavljen je Konzum klik, unaprjeđena internetska prodavaonica. Otvoren je Super Konzum Radnička[16] koji donosi konceptualni odmak od standardne prodavaonice.
- 2017. Započinje proces restrukturiranja Konzuma. Uveden je sustav upravljanja energijom prema zahtjevima međunarodne norme ISO 50001.
- 2018. Konzum je u Bruxellesu prvi put proglašen Najdonatorom hrane u okviru inicijative koju su pokrenuli izvjestiteljica Europskog parlamenta za smanjenje bacanja i povećanje doniranja hrane Biljana Borzan i koordinator platforme Mreža hrane Zoran Grozdanov.[17] U srpnju je od strane vjerovnika izglasana te rješenjem Trgovačkog suda u Zagrebu potvrđena nagodba u postupku izvanredne uprave nad Agrokorom i njegovim ovisnim i povezanim društvima, nakon čega započinje proces pripreme njezine provedbe.[18]
- 2019. Izvršen je prijenos gospodarske cjeline na Konzum plus d.o.o., kompaniju u vlasništvu Fortenova grupe.[19] Pokrenuta je prva digitalna kampanja vjernosti – Zdravoljupci[20] i uvedena samoposlužna pekarnica u prodavaonicama.
- 2020. Pripaja se VELPRO-CENTAR plus d.o.o.[21] Otvoren je Konzum Kaptol, sa specifičnom ponudom, uređenjem i vizualnim identitetom.[22] Uvedene tzv. bezgotovinske samoposlužne blagajne u prodavaonicama manjeg formata.[23][24] U jeku pandemije koronavirusa Konzum uvodi dodatne zaštitne i sigurnosne mjere te osigurava stabilan lanac opskrbe.[25]
- 2021. Preuzimanjem trgovačkog lanca Miracolo[26] i otvorenjem pet novih prodavaonica Konzumova maloprodajna mreža obuhvaća ukupno 624 prodavaonice.[27] Prvi trgovački lanac koji je uveo plaćanje kriptovalutama.[28]

## Prodavaonice
Konzum svoje proizvode i usluge nudi u prodavaonicama različitih formata – manjim prodavaonicama, prodavaonicama Konzum Maxi i Super Konzumima. Prisutne su u preko 300 gradova i naselja u unutrašnjosti, na obali i otocima.

## Nagrade i priznanja
- Certifikat Poslodavac Partner[31]

- Odabrale mame (2021.)[32]

- Zlatna košarica za 2019. i 2020. godinu.[33]

- Najdonator hrane (2018.)[34]

- Marketinške nagrade: Zlatni Effie za kampanju „Zdravoljupci“ (2019.),[35] brončani Effie i MIXX Award za digitalnu aktivaciju „Poziv Djeda Božićnjaka“ (2022.),[36] Zlatnu Ideju X za kampanju „Najbolje iz Hrvatske“ (2022.), Zlatnu i srebrnu Ideju X za kampanju „Najljepši Božić je kad smo zajedno“ (2022.) te Srebrnu Ideju X za kampanju „Jedna manje“ (2022.).[37]